# آسفالت سیتی
آسفالت سیتی (انگلیسی: Asphalt City؛ ابتدا با نام مگس‌های سیاه) یک فیلم درام دلهره‌آور آمریکایی محصول ۲۰۲۳ به کارگردانی ژان-استفان ساوار و نویسندگی رایان کینگ و بن مک براون است که بر اساس رمان مگس سیاه اثر شانون برک از سال ۲۰۰۸ ساخته شده است. در این فیلم شان پن، تای شرایدن، بنگا آکینابه، راکل ناو، کالی ریس، مایکل پیت، کاترین واترستون و مایک تایسون ایفای نقش می‌کنند.
این فیلم که در رقابت اصلی در هفتاد و ششمین جشنواره فیلم کن در سال ۲۰۲۳ انتخاب شد و در ۱۸ مهٔ ۲۰۲۳ در این جشنواره به نمایش درآمد. این فیلم در ۲۹ مارس ۲۰۲۴ به‌وسیلهٔ رودساید اترکشنز و ورتیکال  منتشر شد.

## طرح داستان
در حال آماده شدن برای مدرسه پزشکی، اولی کراس به ژن روتکوفسکی، پیراپزشکی کهنه‌کار در یک رانندگی در سراسر شهر نیویورک می‌پیوندد.

## بازیگران
- شان پن در نقش جین روتکوفسکی[۳]
- تای شرایدن در نقش اولی کراس[۴]
- کاترین واترستون در نقش نانسی[۵]
- مایکل پیت[۶]
- مایک تایسون در نقش رئیس باروز[۷]
- راکل ناو[۸]

## تولید
مگس‌های سیاه اقتباسی از رمانی به همین نام اثر شانون برک از سال ۲۰۰۸ است. در دسامبر ۲۰۱۸، فیلمنامه رایان کینگ برای این فیلم در فهرست سیاه، نظرسنجی سالانه پرطرفدارترین فیلمنامه‌های حال تولید نشده سال، قرار گرفت. در فوریه ۲۰۱۹، ژان-استفان ساوار به عنوان کارگردان انتخاب شد و مل گیبسون و تای شرایدن در حال مذاکره نهایی برای بازی در این فیلم بودند. در فوریه ۲۰۲۱، شان پن جایگزین گیبسون در یکی از نقش‌های اصلی شد و اوپن رود فیلمز حق پخش ایالات متحده را به دست آورد. کاترین واترستون، مایکل پیت، مایک تایسون و راکل ناو در ماه‌های بعد به این پروژه پیوستند. تصویربرداری اصلی در می ۲۰۲۲ در شهر نیویورک توسط فیلمبردار دیوید اونگارو آغاز شد.

## انتشار
مگس‌های سیاه برای رقابت نخل طلای هفتاد و ششمین جشنواره فیلم کن انتخاب شد، جایی که نخستین نمایش جهانی خود را در ۱۸ مه ۲۰۲۲ داشت. این فیلم قرار بود توسط اوپن رود فیلمز در ایالات متحده اکران شود.
در ژانویهٔ ۲۰۲۴، ورتیکال و رودساید اترکشنز حقوق پخش آمریکای شمالی این فیلم به دست آوردند. نام آن به آسفالت سیتی تغییر داده شد، و از ۲۹ مارس ۲۰۲۴ به‌طور انحصاری در سینماها اکران شد.